# Ёгочли сардоба
Ёгочли сардоба (узб. Yogʻochli sardoba) — архитектурный памятник, расположенный в поселке Гумбаз Сардобинского района(Сырдарьинской области, Узбекистан).
Памятник находится на обочине автомагистрали М39, соединяющей города Ташкент—Самарканд—Бухара. Ёгочли сардоба является одной из трех подобных сооружений сохранившихся в Мирзачуле. Исторический памятник включен в национальный список объектов материального и культурного наследия Узбекистана. Сардоба является одним из 4 объектов экотуризма Сырдарьинской области.

## История
В источниках иногда встречается под названием «Агач». Сардоба была построена в XVI веке во время правления Абдуллахана (1557—1598). В настоящее время вода в хаузе сардобы не пригодна для употребления так как, в него попадают грунтовые воды. Слово сардоба происходит от персидского и означает «ледяная вода». В Узбекистане и его окрестностях существует 44 сардобы, 29 из которых расположены в пустыне Карши, 3 — в Мирзачуле, ещё 3-на древнем торговом пути Ташкент-Фергана и одна недалеко от Кармана, а остальные в пустыне Малик в Бухарском вилояте.
Ранее было несколько караванных путей, пересекающих Мирзачуль. Ёгочли Сардоба находится на обочине одной из этих дорог, в 30 км к югу от мирза сардобы и в 35 км к северу от Джизака. В настоящее время она находится на территории поселка Гумбаз. Ученые считают, что возведение сардоба в Мирзачуле связано с деятельностью Амира Темура и Абдуллахана. Первые сведения о сардобе содержатся в труде Хафиза Таниша аль-Бухари «Абдулланома». По его словам, Абдуллахан (1557—1598) остановился в Ташкенте для отдыха в этом районе во время своего военного похода и приказал построить караван-сарай и сардобу для своих солдат.
Согласно источникам, сардоба была построена во 2-й половине XVI века (в 1580 году или в 1585—1590 годах). Предположительно, её кирпичи были отлиты и привезены в Самарканд или на территорию нынешнего Галляаральского района. Вода из окрестностей перекачивалась в сардобу с помощью вырытых арыков. Для того чтобы вода попадала в сардобу были установлены специальные плоские брезенты, которые соединялись друг с другом кольцевыми брезентами. Согласно историческим источникам, внутренних хаузов было два. В этих хаузах постоянно подавалась ледяная вода. Позже 1 хауз был закрыт, и в настоящее время остался только 1 хауз. Чтоб сардоба не заливалась и не выводила конструкцию из строя, перед ней был построен большой водоем — открытый пруд. Снег и дождевая вода, стекавшие с окрестностей, сначала собирались в водоеме и грязь опускалась на дно пруда, а затем пресная вода перетекала в сардобу. Чтобы домашний скот не мог попасть в пруд и не испачкать воду, его окружили стеной.
Историки XX века писали, что рядом с сардобой находился сад вместе с караван-сараем. Историки XIX века писали, что над входом в сардобу находилось специальное помещение для слуг и охраны. На него можно было подняться с помощью лестницы. В советское время внутри сардобы была вырыта скважина. Стены этого колодца были обделаны деревом. Во время независимости Узбекистана сардоба несколько раз ремонтировалась. В 2001 году территория памятника была полностью огорожена, установлены ворота, а вокруг памятника были уложена плитка и сделаны дорожки. Ганчевые ворота были построены на крыльце исторического памятника, а интерьер был полностью отремонтирован и оборудован специальным освещением, а вокруг сардобы были посажены саженцы и цветы. Однако позже его реконструкция была приостановлена. В 2019 году сардоба пришла в упадок и её вид приобрёл плачевное состояние. Теперь территория вокруг памятника огорожена железными решетками, ворота обвязаны тканью. Окрестности забиты мусором, строительство двух соседних зданий также не завершено. В районе сардобы практически не было условий для туристов. На данный момент сардоба включена в национальный список объектов материального и культурного наследия Узбекистана и в 2019 году она была взята под охрану государства. В соответствии с содержанием принятого в 2021 году решения Сардобинского районного совета народных депутатов, нескольким должностным лицам района было поручено разработать конкретные меры по включению памятника в туристический маршрут и включить его в повестку дня очередной сессии с целью обеспечения его утверждения и исполнения. То есть они должны были представить организационно-практическое предложение на следующей сессии.

## Архитектура
Сардоба имеет общую площадь 5625 квадратных метров. Две стороны и задняя часть обрамлены бетонными ограждениями высотой 3 фута, а передняя часть обрамлена чугунными декоративными ограждениями. Архитектурный памятник был построен в виде круга диаметром 27 метров, высотой 8 метров и длиной 5 метров перед входом, с крыльцом высотой 3 метра. Вход в сардобу находится в северной части конструкции. Входные ворота имеют ширину 3 метра и высоту 2,8 метров. Вход дугообразный, из него ведет кирпичная лестница внутрь сардобы.
На месте сардобы-пруда в XX веке был построен колодец. Его глубина составляла 10-15 метров, а диаметр-12-16 метров. Стены этого колодца были обделаны деревом. Кирпичи конструкции имеют квадратную форму и толщину 5 см, а облицовка построена из твердых кирпичей размером 25, 26 и 27 см. В то время как толщина его стены составляет 1,5 метра в нижней части, она становится тоньше кверху, а в самой верхней части её толщина приобретает вид одного кирпича. Купол сооружения имеет внутренний диаметр 15 метров и высоту 12 метров. С трех сторон купола, было сделано несколько вентиляционных отверстий и один дымоход наверху. Дымоход и окна, очищали воздух внутри конструкции и придавали ей прохладу.